# Hliníř - Ponědrážka
Hliníř - Ponědrážka este o arie protejată (arie specială de conservare — SAC, sit de importanță comunitară — SCI) din Republica Cehă întinsă pe o suprafață de 164,32 ha, integral pe uscat.

## Localizare
Centrul sitului Hliníř - Ponědrážka este situat la coordonatele 49°07′55″N 14°41′06″E / 49.131944°N 14.685°E.

## Înființare
Situl Hliníř - Ponědrážka a fost declarat sit de importanță comunitară în aprilie 2005 pentru a proteja 1 specie de animale. Situl a fost protejat și ca arie specială de conservare în iulie 2012.

## Biodiversitate
Situată în ecoregiunea continentală, aria protejată conține 2 habitate naturale: Lacuri și iazuri distrofice naturale, Mlaștini turboase de tranziție și turbării mișcătoare.
La baza desemnării sitului se află o specie protejată de  amfibieni: triton cu creastă (Triturus cristatus).